# Грос-Ніндорф (Шлезвіг-Гольштейн)
Грос-Ніндорф (нім. Groß Niendorf) — громада в Німеччині, розташована в землі Шлезвіг-Гольштейн. Входить до складу району Зегеберг. Складова частина об'єднання громад Лецен.
Площа — 10,68 км2. Населення становить 666 ос. (станом на 31 грудня 2020).